# Felipe Pérez Roque

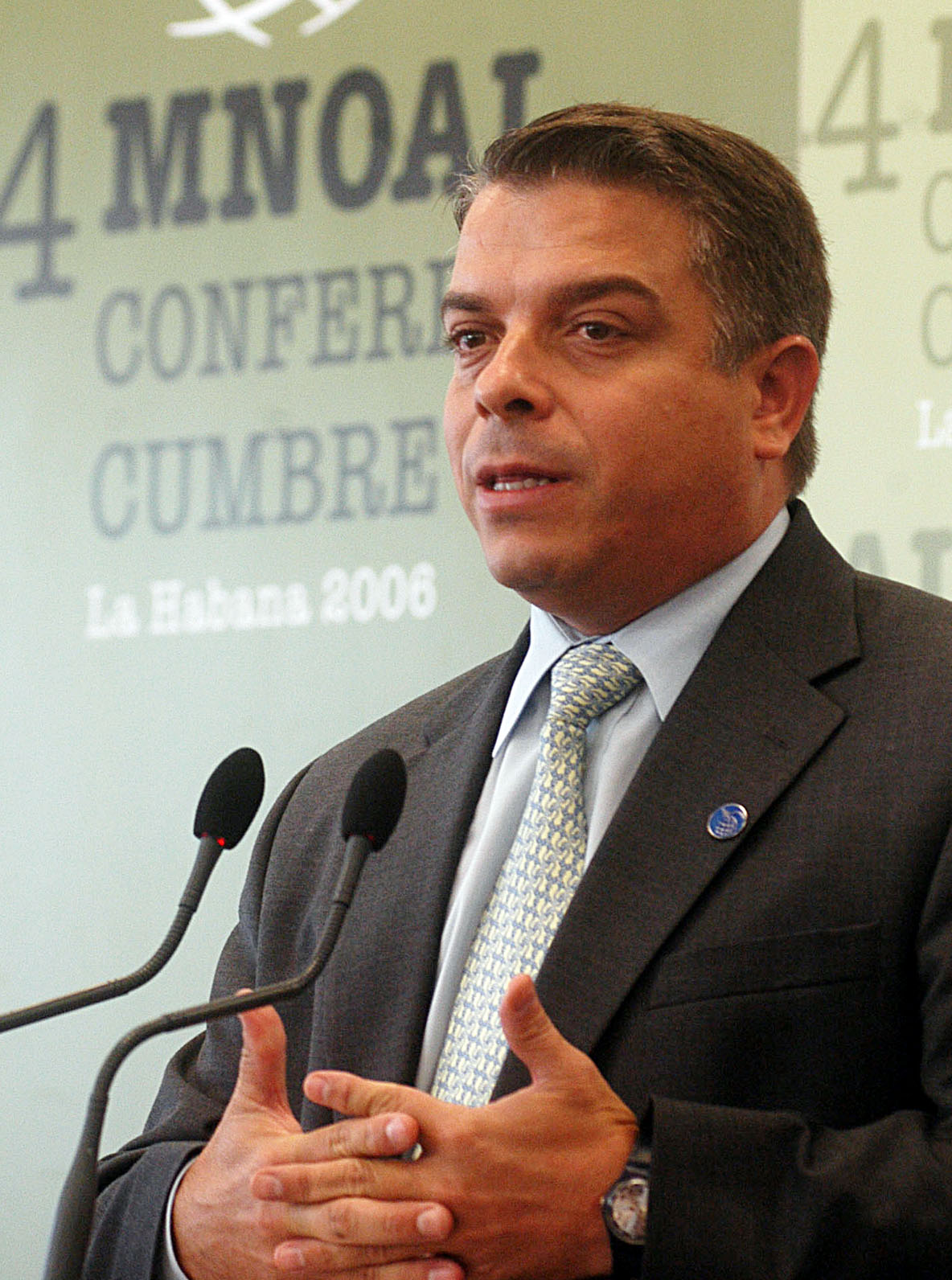
Felipe Pérez Roque (2006)

Felipe Ramón Pérez Roque (* 28. März 1965 in Havanna) war von 1999 bis 2009 Außenminister der Republik Kuba. Zum Zeitpunkt seiner Amtsübernahme war er der jüngste Minister des kubanischen Kabinetts.

## Leben
Felipe Pérez Roque wurde 1982 Vorsitzender des kubanischen Verbandes der Schüler der Sekundarstufe (Federación de Estudiantes de la Enseñanza Media, FEEM), den er 1983 in Nicaragua und 1985 in der Sowjetunion auf internationalen Jugendtreffen vertrat. Als Student der Elektrotechnik an der technischen Universität „José Antonio Echeverría“ (ISPJAE) in Havanna wurde er zunächst auf Fakultäts- später auf Hochschulebene zum Präsidenten des Studentenverbands FEU gewählt. Auf nationaler Ebene war er ab 1986 Vorstandsmitglied, von 1988 bis 1990 dann FEU-Vorsitzender und war gleichzeitig Mitglied des nationalen Vorstands des kommunistischen Jugendverbands Unión de Jóvenes Comunistas (UJC). Ab 1986 war er parallel dazu Abgeordneter der Nationalversammlung der Volksmacht (spanisch Asamblea Nacional del Poder Popular). 1988 schloss er sein Studium als Elektroingenieur ab. Vor seinem Ministeramt war er Leiter der Unterstützungsgruppe von Fidel Castro, der er ab 1991 angehörte. Er war ab 1991 Mitglied des Zentralkomitees der  Kommunistischen Partei Kubas (spanisch Partido Comunista de Cuba, abgekürzt PCC),  und ab 1993 Mitglied des Staatsrates (spanisch Consejo de Estado de Cuba).
Ein Höhepunkt seiner Amtszeit als Außenminister war die Organisation des Gipfeltreffens der Blockfreien Staaten im September 2006 in Havanna. Felipe Pérez Roque galt in internationalen Medien zusammen mit Carlos Lage als einer der jüngeren kubanischen Politiker, die bei einem Generationswechsel in der politischen Führung des Landes eine wichtige Rolle spielen könnten. In der kubanischen Bevölkerung galt er aber als Vertreter der bisherigen Politik und nicht als Hoffnungsträger für Veränderungen.
Im Rahmen einer größeren Kabinettsumbildung am 2. März 2009 verlor Pérez Roque sein Amt. Sein Nachfolger im Amt des Außenministers ist der bisherige Vizeminister Bruno Rodríguez Parrilla. Einen Tag später trat er von allen politischen Ämtern im Staatsrat, Zentralkomitee der PCC und als Abgeordneter der Asamblea Nacional zurück. Pérez Roque und der gleichzeitig vom Amt des Exekutivsekretärs des Ministerrates abberufene Carlos Lage erkannten in ähnlich lautenden Briefen an Staats- und Regierungschef Raúl Castro an, Fehler gemacht zu haben. Zuvor bemerkte der erkrankte Ex-Staatschef Fidel Castro, einige der entlassenen Minister seien vom „Honig der Macht“ vergiftet gewesen. „Der äußere Feind verband gewisse Illusionen mit ihnen.“, schrieb er, ohne konkretere Angaben zu machen. Laut einem Artikel der New York Times wurden bei einer Hausdurchsuchung von Conrado Hernández, kubanischer Staatsbürger und Handelsvertreter der baskischen Regionalregierung, heimlich mitgeschnittene, möglicherweise für den spanischen Geheimdienst bestimmte Aufnahmen gefunden, in denen Lage und Pérez Roque, die sich auf Hernández’ Bauernhof regelmäßig zu Partys trafen, vulgäre Witze über Fidel und Raúl Castro sowie Vizepräsident José Ramón Machado Ventura gerissen hätten. Wenige Monate nach der Entlassung wurde Parteimitgliedern im ganzen Land eine dreistündige Videodokumentation vorgeführt, die das Fehlverhalten von Pérez Roque und Lage sowie mehrerer weiterer abgesetzter Spitzenfunktionäre belegt und erläutert. Die kubanischen Medien berichteten hierüber nichts.
Seit dem Ende seiner politischen Karriere ist Pérez Roque nicht mehr in der Öffentlichkeit aufgetreten und arbeitet inzwischen in seinem erlernten Beruf als Elektroingenieur. Er ist verheiratet und Vater zweier Kinder.

## Auszeichnungen
- José-Antonio-Echeverría-Medaille, vergeben vom Staatsrat der Republik Kuba[12]